# Subkowytschi
Subkowytschi (ukrainisch Зубковичі; russisch Зубковичи Subkowitschi) ist ein Dorf im Westen der ukrainischen Oblast Schytomyr mit etwa 1600 Einwohnern (2001).
Subkowytschi wurde 1583 erstmals schriftlich erwähnt und liegt auf 188 m Höhe am Ufer des Ubort sowie weiterer drei kleinerer Flüsse.
Durch Subkowytschi verläuft die Territorialstraße T–06–05, über die man nach 24 km in nördliche Richtung das ehemalige Rajonzentrum Olewsk erreicht. Das Oblastzentrum  Schytomyr befindet sich etwa 140 km südöstlich der Ortschaft.
Am 11. August 2016 wurde das Dorf ein Teil der neugegründeten Stadtgemeinde Olewsk, bis dahin bildete es die gleichnamige Landratsgemeinde Subkowytschi (Зубковицька сільська рада/Subkowyzka silska rada) im Süden des Rajons Olewsk.
Am 17. Juli 2020 kam es im Zuge einer großen Rajonsreform zum Anschluss des Rajonsgebietes an den Rajon Korosten.